# Dunglady
Dunglady ist eine Wallanlage in der Gemeinde Lavey, nahe dem Clady River nordöstlich von Maghera in der Grafschaft Londonderry in Nordirland. Der Rath ist das früheste bekannte Beispiel einer Befestigung in dieser Gegend. Meist wird es auf 100 n. Chr. datiert, obwohl der Platz möglicherweise bereits ab 2000 v. Chr. besiedelt war. Das Fort wurde bereits im Jahr 972 erwähnt, als Glen Iolan auf einen Beutezug nach Tir Conaill gehen wollte, aber abgewehrt und beim Dunglady Fort getötet wurde.
Dunglady befindet sich auf einem etwa 69 m hohen Hügel und umfasst eine Fläche von 210 Hektar. Es ist ein großer gut erhaltener Rath mit dreifachem Ringwall und Graben. Eine Landkarte der Zeit Charles I zeigt Dunglady als prominentes Objekt und zeigt drei darauf gebaute Häuser, eines davon von beträchtlicher Größe. Es gab früher ein Ziehbrunnen in der Mitte des Forts, und es wurde zeitweise von den Quäkern als Begräbnisstätte verwendet.
Die Wallanlage wurde erstmals 1902 von der Royal Society of Antiquaries of Ireland wissenschaftlich untersucht. Deren Dr. O’Donovan betrachtete sie als eine der interessantesten, allerdings nicht so prächtig wie die von Dun Keltar bei Downpatrick, aber viel besser befestigt. Im Jahr 1969 beschrieb der Archäologe Martyn Jope die Rath genannten Erdwerke von Dunglady im Rahmen seiner systematischen Untersuchung von historischen Bauwerken in Nordirland.

## Etymologie
Der Name leitet sich ab aus irisch Dún. Zum einen wird „Dun gCláidi“ als „Dún am Fluss Clady“ und namensgebend für die nahegelegene Ortschaft Clady interpretiert; nach anderer Meinung bedeutet der Name Dun gCloidigh, auf eine Person namens Clodah, „Fort of Clodah“ und gibt dem Ort und dem Fluss seinen Namen.